# Langue des signes irakienne
La langue des signes irakienne, est la langue des signes utilisée par une partie des personnes sourdes et de leurs proches en Irak.